# Унгаряска
Унгаряска — гора в западной части массива Свидовец (Украинские Карпаты, в рамках Тячевского района Закарпатской области). Высота — 1707 м. До высоты 1400 м — хвойные и буковые леса, криволесье, выше — полонины. Северо-восточные и северо-западные склоны горы крутые, западные и восточные — пологие.
Западнее горы Унгаряска расположена гора Малая Куртяска (1644 м), на восток — гора Трояска (1702 м), на юго-восток — Догяска (1761 м), на северо-восток — Татарука (1707 м).
Через гору Унгаряска проходит популярный туристический маршрут «Вершины Свидовец» — от посёлка Ясиня до посёлка Усть-Чорна (или в обратном направлении).
Ближайшие населённые пункты: село Черная Тиса, посёлок Усть-Чорна, село Красная.